# Fresque des Québécois

Fresque des Québécois

La Fresque des Québécois est un trompe-l'œil colossal de 420 mètres2 de superficie au coin de la rue Notre-Dame dans le Quartier Petit Champlain du Vieux-Québec. La réalisation de la fresque, inaugurée le 17 octobre 1999, fut supervisée par des experts tant historiens, géographes, et autres. Elle restitue à elle seule plus de 400 ans d'histoire. La Fresque est une réalisation de CitéCréation.

## Personnages
On retrouve plusieurs personnages historiques :
- Samuel de Champlain,
- Jacques Cartier,
- Félix Leclerc,
- Louis de Buade comte de Frontenac,
- Louis-Joseph Papineau,
- Lord Dufferin,
- Alphonse Desjardins,
- Marie Guyart,
- Thaïs Lacoste-Frémont,
- François-Xavier Garneau,
- Louis Jolliet,
- Jean Talon,
- François de Laval,
- Catherine de Longpré,
- Marcelle Mallet,
- Marie-Josephte Fitzbach,

## Autres sujets
On y trouve aussi des emblèmes de Québec, tels que :
- le château Frontenac,
- les maisons typiques du Vieux-Québec,
- les escaliers surnommés «casse-cou»,

De plus, la fresque, par une librairie, permet d'honorer des dizaines d'auteurs et artistes d'origine québécoise.

## Liens Externes
Fresque des Québécois, Musée de la Civilisation du Québec